# Линза (галактики)

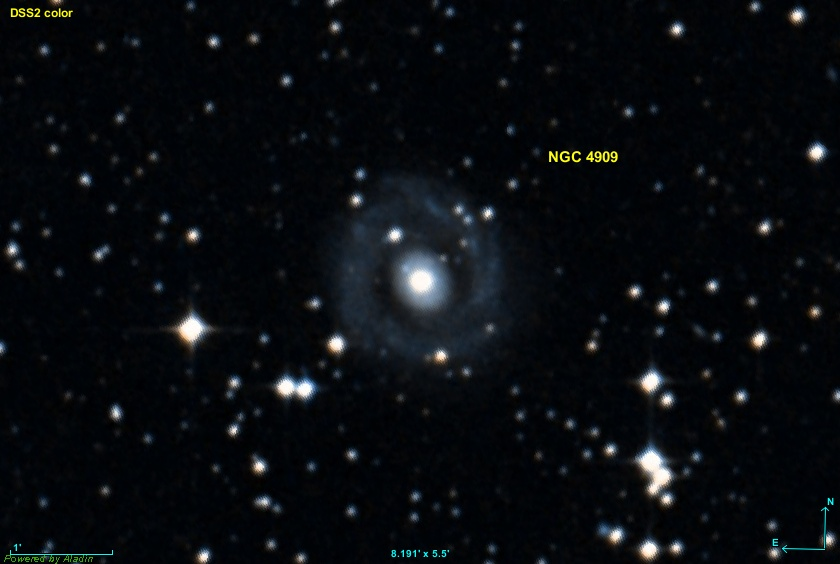
NGC 4909 — галактика с внутренней линзой

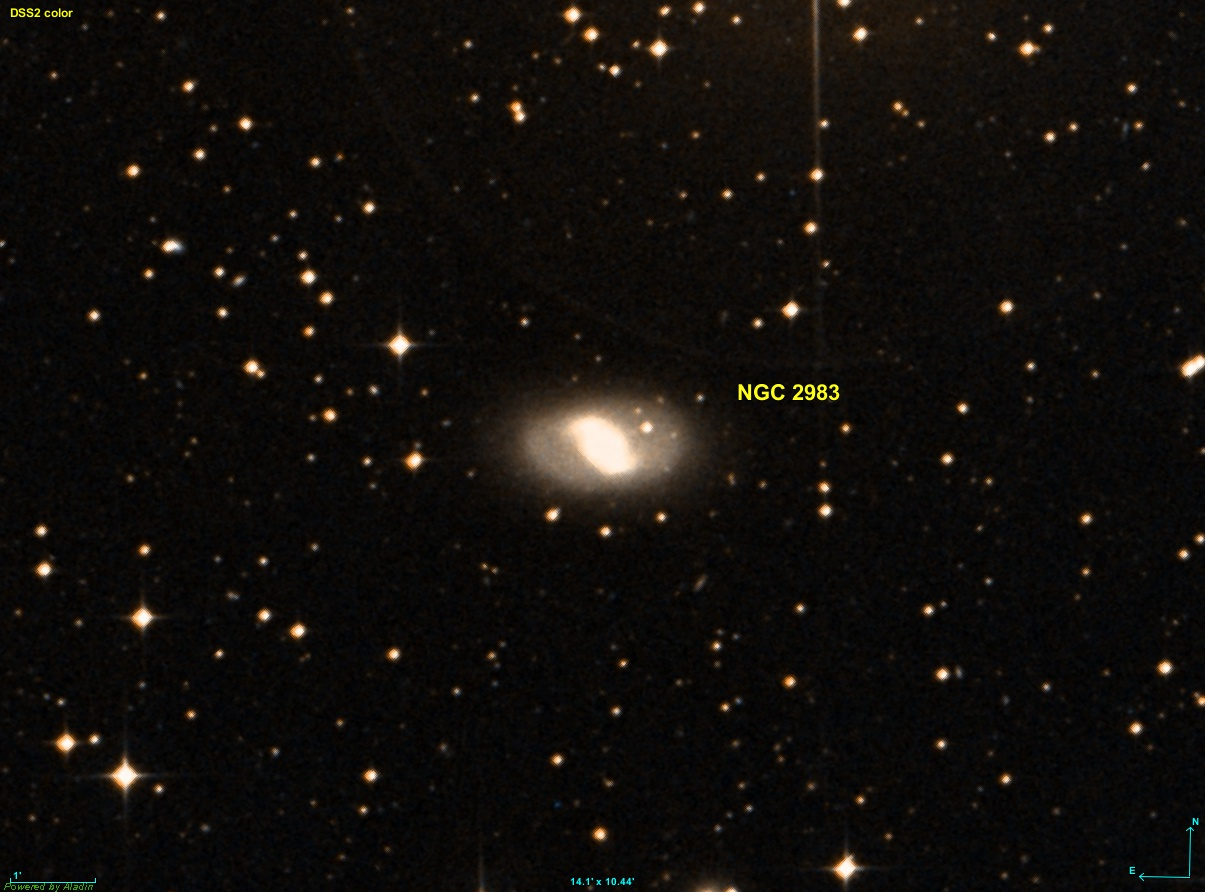
NGC 2983 — галактика со внешней линзой

Ли́нза (англ. lens) — в структуре галактик компонента с практически равномерным распределением поверхностной яркости, которая может быть заметна в области между балджем и диском. Вероятнее всего, эти структуры возникают при «размывании» баров.

## Характеристики
Линза в структуре галактик — составляющая эллиптической формы с практически равномерным распределением поверхностной яркости и резкими границами, вклад которой может быть заметен в области между балджем и диском, а иногда и в других областях.
Линзы имеют форму трёхосных эллипсоидов: в направлении, перпендикулярном плоскости галактики, они сплюснуты, но не настолько, как диски, а в проекции на плоскость диска отношение их большой и малой оси в среднем составляет 0,9.
Известно, что линзы тесно связаны с барами и часто встречаются в галактиках с барами — в 54 % галактик типов SB0—SBa и в 76 % галактик типов SBab—SBc. В тех случаях, когда в галактике присутствует и бар, и линза, их размеры чаще всего совпадают.
Распределение поверхностной яркости в линзе удобно моделировать профилем Серсика с {\displaystyle n<1}.

### Типы линз
Выделяют различные типы линз:
- Внутренняя линза (англ. inner lens), обозначается (l);
- Внешняя линза (англ. outer lens), обозначается (L) и фактически представляет собой диск со внешними свойствами линзы: с однородным распределением яркости и резкими краями. Возможно, такие объекты возникают из внутренних линз[5];
- Ядерная линза (англ. nuclear lens), обозначается (nl), имеет малые размеры;
- Бар-линза (англ. barlens) — линза меньших размеров, чем большая ось бара, так что части бара наблюдаются за границами линзы, но больших размеров, чем ядерная линза.

В галактике может одновременно быть несколько линз, например, обозначение (L)SA(l, nl)0o соответствует галактике со внешней, внутренней и ядерной линзами.

### Возникновение
Линзы, вероятнее всего, возникают из баров, хотя существование некоторых типов линз не может этим объясняться. Известно два механизма, которые могут приводить к образованию линз. Первый состоит в том, что с течением времени бар может становится более осесимметричным, причём не обязательно сразу всё вещество бара распределяется перераспределяется таким образом, поскольку часто наблюдаются галактики, где присутствует и бар, и линза. Второй состоит в том, что линзы, как и бары, возникают при наличии барообразующей неустойчивости.

### История изучения
Линзы известны как минимум с 1959 года, начиная с работы Жерара де Вокулёра, в которой тот предложил свою схему классификации галактик.